# The Suspicions of Mr Whicher
The Suspicions of Mr Whicher (literalmente, Las sospechas de Mr. Whicher) es la adaptación cinematográfica del libro The Suspicions of Mr Whicher (El asesinato de Road Hill en español), escrito por Kate Summerscale y basado en un célebre asesinato de la Inglaterra victoriana, el asesinato de Road Hill. Fue dirigida por James Hawes, con Paddy Considine en el papel del detective de Scotland Yard Jack Whicher.

## Sinopsis
Basada en hechos reales, The Suspicions of Mr Whicher narra el asesinato de Road Hill House, acaecido en el verano de 1860 en el condado de Wiltshire, Reino Unido. En la casa de la familia Kent se produjo el secuestro y asesinato del hijo menor, Francis Saville Kent, de tres años. El hecho consternó a la opinión pública británica y, tras las primeras pesquisas del superintendente de la policía local y siendo desestimada la sospecha sobre la niñera de la familia, Elizabeth Gough, Scotland Yard envió al detective Jack Whicher, conocido como «el príncipe de los sabuesos», a investigar el caso. Sus investigaciones le condujeron a sospechar de Constance y William Kent, los hijos mayores de la familia. Los adolescentes, celosos del pequeño Saville, odiaban a su madrastra Mary, su antigua niñera, con la que su padre Samuel engañó a su madre. Pero la falta de colaboración de la policía local y la falta de pruebas físicas provocaron que el caso, sustentado tan solo en las sospechas de Mr. Whicher, fuera desestimado en juicio.
Cinco años después, Constance se confesó como única culpable del asesinato y fue procesada. La condena a muerte fue conmutada por la de cadena perpetua debido a su juventud. Constance Kent fue liberada tras 20 años de condena y emigró a Australia, donde se reunió con su hermano William.

## Crítica
The Suspicions of Mr Whicher fue estrenada por la cadena de televisión británica Independent Television (ITV) el 25 de abril de 2011. Johnn Crace, del diario The Guardian, destaca que la película perdió en detalle frente al libro (ganador del Premio Samuel Johnson en 2008), aunque ganó en drama. Señala que se trata de una excelente adaptación, en la que destaca la actuación del protagonista, encarnado por Paddy Considine, así como el trabajo del resto del reparto.